# Championnat du Botswana de football 2018-2019
Navigation
Saison précédente Saison suivante
La saison 2018-2019 du Championnat du Botswana de football est la cinquante-quatrième édition du championnat de première division au Botswana. Les seize meilleures équipes du pays sont regroupées au sein d’une poule unique où ils s’affrontent deux fois au cours de la saison, à domicile et à l’extérieur. En fin de saison, les trois derniers du classement sont relégués et remplacés par les trois meilleurs clubs de deuxième division.
Le tenant du titre Township Rollers remporte pour la quatrième fois consécutivement le championnat, c'est son seizième titre de champion du Botswana ce qui en fait le club le plus titré du pays.

## Qualifications continentales
Le champion du Botswana se qualifie pour la Ligue des champions de la CAF 2019-2020 tandis que le vainqueur de la Mascom Top 8 obtient son billet pour la Coupe de la confédération 2019-2020.

## Les clubs participants
- Township Rollers
- Police XI
- Mochudi Centre Chiefs
- Orapa United
- Black Forest FC
- Jwaneng Galaxy FC
- Botswana Defence Force XI
- Security Systems FC
- Miscellanous FC
- Sharps Shooting Stars FC
- Sankoyo Bush Bucks FC
- BR Highlanders - Promu de D2
- LCS Extension Gunners
- Gaborone United
- Prisons XI - Promu de D2
- Notwane Football Club - Promu de D2

## Compétition
Le barème utilisé pour établir le classement est le suivant :
- Victoire : 3 points
- Match nul : 1 point
- Défaite : 0 point

### Classement
| Rang | Équipe                    | Pts  | J  | G  | N  | P  | Bp | Bc | Diff |
| ---- | ------------------------- | ---- | -- | -- | -- | -- | -- | -- | ---- |
| 1    | Township RollersT         | 68   | 30 | 20 | 8  | 2  | 61 | 15 | +46  |
| 2    | Jwaneng Galaxy FC         | 66   | 30 | 19 | 9  | 2  | 58 | 17 | +41  |
| 3    | Orapa United              | 56   | 30 | 17 | 5  | 8  | 44 | 24 | +20  |
| 4    | Police XI                 | 53   | 30 | 14 | 11 | 5  | 45 | 29 | +16  |
| 5    | Botswana Defence Force XI | 46   | 30 | 12 | 10 | 8  | 35 | 31 | +4   |
| 6    | Gaborone United           | 43-3 | 30 | 12 | 10 | 8  | 42 | 31 | +11  |
| 7    | Security Systems FC       | 42   | 30 | 11 | 9  | 10 | 37 | 35 | +2   |
| 8    | Sharps Shooting Stars FCP | 37   | 30 | 9  | 10 | 11 | 36 | 36 | 0    |
| 9    | Miscellanous FC           | 37   | 30 | 9  | 10 | 11 | 33 | 44 | -11  |
| 10   | LCS Extension Gunners     | 36   | 30 | 9  | 9  | 12 | 35 | 41 | -6   |
| 11   | BR Highlanders            | 36   | 30 | 10 | 6  | 14 | 33 | 43 | -10  |
| 12   | Notwane Football ClubP    | 33   | 30 | 7  | 12 | 11 | 28 | 33 | -5   |
| 13   | Prisons XIP               | 29   | 30 | 8  | 5  | 17 | 29 | 50 | -21  |
| 14   | Sankoyo Bush Bucks FC     | 27   | 30 | 6  | 9  | 15 | 28 | 50 | -22  |
| 15   | Mochudi Centre Chiefs     | 22   | 30 | 4  | 10 | 16 | 25 | 49 | -24  |
| 16   | Black Forest FC           | 17   | 30 | 4  | 5  | 21 | 20 | 61 | -41  |

|  | Qualification pour la Ligue des champions de la CAF 2019-2020         |
|  | Qualification pour la Coupe de la confédération 2019-2020             |
|  | Relégation directe en deuxième division                               |
|  | T : Tenant du titre C ; Vainqueur de la Orange FA Cup P : Promu de D2 |

- Gaborone United a une pénalité de trois points à la suite d'une décision de la FIFA.

## Bilan de la saison
| Championnat du Botswana de football 2018-2019 |                              |
| Champion                                      | Township Rollers (16e titre) |
| Coupes et trophées                            |                              |
| Vainqueur de la Coupe du Botswana 2018-2019   | Township Rollers             |
| Qualifications continentales                  |                              |
| Ligue des champions de la CAF 2019-2020       | Township Rollers             |
| Coupe de la confédération 2019-2020           | Jwaneng Galaxy FC            |
| Promotions et relégations                     |                              |
| Promus en Premier League                      | TAFIC Football Club          |
| Promus en Premier League                      | Gilport Lions                |
| Promus en Premier League                      | Morupule Wanderers           |
| Relégués en Second Division                   | Sankoyo Bush Bucks FC        |
| Relégués en Second Division                   | Mochudi Centre Chiefs        |
| Relégués en Second Division                   | Black Forest FC              |